# Dušan Jelić
Dušan Jelić, en serbio:  Душан Јелић (nacido el 13 de agosto de 1974 en Belgrado, Serbia) es un exjugador de baloncesto serbio. Con 2.11 metros de estatura, jugaba en la posición de pívot.

## Trayectoria
- Estrella Roja  (1991-1993)
- Panionios BC (1993-2000)
- Estrella Roja  (2001)
- Club Baloncesto Lucentum Alicante (2001)
- Olympiacos B.C. (2001-2002)
- Felice Scandone Basket Avellino (2002-2003)
- Saski Baskonia (2003-2004)
- Prokom Sopot (2004)
- Makedonikos B.C. (2004-2005)
- Anwil Włocławek (2005)
- Orlandina Basket (2005-2006)
- BK Ventspils  (2006-2007)
- Spartak Primorje (2007)
- APOEL Nicosia (2007)
- BC Kalev/Cramo (2008)
- Lions Vršac (2008-2009)
- Cherno More Varna (2009)
- AE Apollon Patras  (2009-2010)
- Estrella Roja (2010-2011)